# Mursili I
Mursili I var hettiternas kung mellan cirka 1556 och 1526 f.Kr. enligt korta kronologin. Han var sannolikt barnbarn till kung Hattusili I. Hans syster var Ḫarapšili och hans fru var drottning Kali.
Mursili blev kung av hettiterna medan han fortfarande var minderårig. Så snart han blivit gammal nog att själv styra riket återupptog han sin förfader Hattusilis krig mot de syriska staterna. Han lyckades besegra och erövra kungadömet Yamhad vilket Hattusili inte lyckats med och ledde sedan den hettitiska armén på en cirka 2 000 kilometer lång marsch in i Mesopotamien där han plundrade Babylon cirka 1531 f.Kr. Anledningen till plundringen av Babylon är okänd. Historikern William Broad har föreslagit att det var för att komma över säd och korn då den hettitiska odlingen kan ha påverkats av ett vulkanutbrott på Thera.
Andra teorier är att anfallet mot Babylon ägde rum för att hjälpa kassiterna som hettiterna kan ha varit allierade med. Kassiterna kom efter plundringen att ta makten över Babylon. En annan teori är att Mursili I helt enkelt utförde räden av personliga skäl och att den syftade till att överträffa hans förfader Hattusilis egna erövringar. Det enda som är klart är att anfallet inte syftade till att erövra Babylon. Babylon låg alltför långt från de hettitiska områdena och inga försök att pacificera områdena mellan Yamhad och Babylon verkar ha gjorts.
När Mursili återvände till hettitiska riket mördades han av sin svåger Hantili I och dennes svärson Zidanta I. Mordet på Mursili I resulterade i en period av oro och instabilitet i det hettitiska riket och de syriska erövringar Mursili gjort gick förlorade.